# ザック・ガリフィアナキス
ザック・ガリフィアナキス（Zach Galifianakis [ˌɡælɪfəˈnækɪs], 本名: Zacharius Knight Galifianakis, 1969年10月1日 - ）は、アメリカ合衆国の俳優、コメディアン。

## 来歴
ノースカロライナ州ウィルクスボロ生まれ。母親はコミュニティ・センターの職員で、父親は暖房用石油のセールスマンだった。父方の祖父母はクレタ島からの移民で、母方はスコットランドとアイルランド系。妹と兄がいる。またいとこのニコラス・ガリフィアナキスはワシントン・ポストの挿絵漫画家で、叔父のニック・ガリフィアナキスは1967年～1973年まで国会議員だった。ノースカロライナの地元の高校を卒業後、ノースカロライナ州立大学へ入学。在学中はコミュニケーションを専攻していた。だが卒業出来ず、1992年にニューヨークに移住。ニューヨークにおいて、スタンダップコメディアンとしてキャリアをスタートさせた。
コメディアンとしての下積みを続けた後の1996年にシットコムの『Boston Common』でテレビデビュー。そのすぐ後には人気番組の『サタデー・ナイト・ライブ』へ脚本として参加するも、同番組には二週間だけの在籍だった。その後、役者としてリー・メジャースらが出演するカルトコメディの『Out Cold』へ出演。それからスタンダップ・コメディアンのための30分番組にレギュラー出演したり、人気深夜番組の『ジミー・キンメル・ライブ!』などへ出演して、徐々にコメディアンとしての頭角を現していった。それからもジミー・キンメルの番組やケーブルテレビチャンネルのコメディ・セントラルの番組、『ジャッカス』などへ出演している。役者として2009年に出演したトッド・フィリップス監督の『ハングオーバー! 消えた花ムコと史上最悪の二日酔い』においていまだに実家を出られないダメ中年男を演じたことがきっかけで大ブレイク。ちなみにこの作品自体も低予算で制作されたにもかかわらず、二週連続で北米興行収入1位を記録し、全米だけでも2億ドルの興行成績を残した。ガリフィアナキス自身も同役柄においてMTVムービー・アワードで最優秀コメディ・パフォーマンス賞を受賞した。コメディ俳優としての確固たる地位を確立した後は、様々な映画、テレビドラマなどにコンスタントに出演している。

### 私生活
2012年8月11日にチャリティ団体『Growing Voices』の創立者のクイン・ランドバーグと結婚。カナダのバンクーバーにある農場で挙式した。

## 主な出演作品

### 映画
| 年   | 日本語題 原題                                                                                     | 役名                      | 備考                               | 吹き替え                                      |
| ---- | ------------------------------------------------------------------------------------------------- | ------------------------- | ---------------------------------- | --------------------------------------------- |
| 1997 | フラッシュ Flushed                                                                                |                           |                                    |                                               |
| 2001 | ハートブレイカー Heartbreakers                                                                    | ビル                      |                                    |                                               |
| 2001 | バブル・ボーイ Bubble Boy                                                                         | バス停の男                | 日本劇場未公開                     | TBA                                           |
| 2001 | コーキー・ロマーノ FBI潜入捜査官? Corky Romano                                                    | デクスター                | 日本劇場未公開                     |                                               |
| 2001 | クールボーダー Out Cold                                                                           | ルーク                    |                                    | 星野充昭                                      |
| 2002 | ビロウ Below                                                                                      | ウィアード・ウォリー      |                                    | 天田益男（ソフト版） 後藤哲夫（テレビ東京版） |
| 2007 | イントゥ・ザ・ワイルド Into the Wild                                                              | ケヴィン                  |                                    | 佐々木睦                                      |
| 2008 | ベガスの恋に勝つルール What Happens in Vegas                                                      | デイヴ                    |                                    | 上田燿司                                      |
| 2008 | ウィークエンド -爆破まであと1198分。史上最悪の2日間- Visioneers                                   | ジョージ                  |                                    |                                               |
| 2009 | ハングオーバー! 消えた花ムコと史上最悪の二日酔い The Hangover                                     | アラン・ガーナー          |                                    | 奈良徹                                        |
| 2009 | スパイアニマル・Gフォース G-Force                                                                 | ベン・ケンドール博士      |                                    | 丸山壮史                                      |
| 2009 | マイレージ、マイライフ Up in the Air                                                              | スティーヴ                |                                    | 佐藤晴男                                      |
| 2009 | フレネミー 〜史上最悪の無計画男たち〜 Little Fish, Strange Pond                                   | バッキー                  |                                    |                                               |
| 2010 | 極秘指令 ドッグ×ドッグ Rogues Gallery / Operation: Endgame                                        | 隠者                      |                                    |                                               |
| 2010 | 奇人たちの晩餐会 USA Dinner for Schmucks                                                          | サーマン                  |                                    | 多田野曜平                                    |
| 2010 | なんだかおかしな物語 It's Kind of a Funny Story                                                   | ボビー                    |                                    |                                               |
| 2010 | デュー・デート 〜出産まであと5日!史上最悪のアメリカ横断〜 Due Date                                | イーサン・トレンブレー    |                                    | 遠藤純一                                      |
| 2011 | ハングオーバー!! 史上最悪の二日酔い、国境を越える The Hangover Part II                            | アラン・ガーナー          |                                    | 奈良徹                                        |
| 2011 | 長ぐつをはいたネコ Puss in Boots                                                                  | ハンプティ・ダンプティ    | 声の出演                           | 勝俣州和                                      |
| 2011 | ザ・マペッツ The Muppets                                                                          | ホーボー・ジョー          |                                    | 飯島肇                                        |
| 2012 | Tim and Eric's Billion Dollar Movie                                                               | Jim Joe Kelly             |                                    | N/A                                           |
| 2012 | 俺たちスーパー・ポリティシャン めざせ下院議員! The Campaign                                       | マーティ・ハギンズ        | 兼製作                             | （吹き替え版なし）                            |
| 2013 | ハングオーバー!!! 最後の反省会 The Hangover Part III                                              | アラン・ガーナー          |                                    | 奈良徹                                        |
| 2014 | Are You Here                                                                                      | Ben Baker                 |                                    | N/A                                           |
| 2014 | ザ・マペッツ2/ワールド・ツアー Muppets Most Wanted                                                | ホーボー・ジョー          |                                    | （吹き替え版なし）                            |
| 2014 | バードマン あるいは（無知がもたらす予期せぬ奇跡） Birdman or (The Unexpected Virtue of Ignorance) | ジェイク                  |                                    | 丸山壮史                                      |
| 2016 | Masterminds                                                                                       | David Scott Ghantt        |                                    | N/A                                           |
| 2016 | Mr.&Mrs. スパイ Keeping Up with the Joneses                                                       | ジェフ・ガフニー          |                                    | 遠藤純一                                      |
| 2017 | レゴバットマン ザ・ムービー The Lego Batman Movie                                                 | ジョーカー                | 声の出演                           | 子安武人                                      |
| 2017 | チューリップ・フィーバー 肖像画に秘めた愛 Tulip Fever                                             | ヘリット                  |                                    | 中野泰佑                                      |
| 2018 | リンクル・イン・タイム A Wrinkle in Time                                                          | ハッピー・ミディアム      |                                    | （吹き替え版なし）                            |
| 2019 | ミッシング・リンク 英国紳士と秘密の相棒 Missing Link                                              | ミスター・リンク/スーザン | 声の出演                           | 川島得愛（NHK版）                             |
| 2019 | ビトウィーン・トゥ・ファーンズ: ザ・ムービー Between Two Ferns: The Movie                         | 本人役                    | Netflixオリジナル作品 兼原案、製作 | 奈良徹                                        |
| 2021 | ロン 僕のポンコツ・ボット Ron's Gone Wrong                                                        | ロン / RONB1NT5CAT5CO役   | 声の出演                           | 関智一                                        |
| 2023 | ビーニー・バブル THE BEANIE BUBBLE                                                                | タイ・ワーナー            | Apple TV+オリジナル作品            | 丸山壮史                                      |
| 2024 | Winner                                                                                            | Ron Winner                |                                    | N/A                                           |
| 2024 | ユニコーンのテルマ Thelma the Unicorn                                                             | トラック運転手            | Netflixオリジナル映画 声の出演     | 峰晃弘                                        |
| 2025 | リロ&スティッチ Lilo & Stitch                                                                     | ジャンバ・ジュキーバ博士  |                                    | 長谷川忍                                      |

### テレビシリーズ
| 年        | 日本語題 原題                                                                       | 役名                    | 備考                        | 吹き替え           |
| --------- | ----------------------------------------------------------------------------------- | ----------------------- | --------------------------- | ------------------ |
| 2003-2005 | トゥルー・コーリング Tru Calling                                                    | デイビス                | 27エピソードに出演          | 村治学             |
| 2007-2010 | ティム・アンド・エリック・ショー, よくやった! Tim and Eric Awesome Show, Great Job! | テイリー・グリーン      |                             |                    |
| 2009-2010 | アメリカン・ダッド American Dad!                                                    |                         | 声の出演                    | （吹き替え版なし） |
| 2009-2011 | ボアード・トゥ・デス Bored to Death                                                 | レイ・ヒューストン      |                             | （吹き替え版なし） |
| 2012-2017 | ボブズ・バーガーズ Bob's Burgers                                                    | フェリックス / チェット | 声の出演                    |                    |
| 2014      | ザ・シンプソンズ The Simpsons                                                       | ルーカス・ボートナー    | 声の出演 第25シーズン第17話 | （吹き替え版なし） |
| 2024      | マーダーズ・イン・ビルディング Only Murders in the Building                         | 本人役                  | 第4シーズン                 | 奈良徹             |